# Judo na Igrzyskach Europejskich 2015
Judo na Igrzyskach Europejskich 2015 – podczas rozgrywanych w Baku pierwszych igrzysk europejskich 350 sportowców rywalizowało w 18 konkurencjach. Zawody odbyły się w dniach od 25 do 28 czerwca w Heydar Aliyev Arena.

## Rezultaty

### Kobiety
| Konkurencja                       | Złoto | Srebro | Brąz |
| do 48 kg (szczegóły)              | Charline Van Snick | Ebru Şahin | Éva Csernoviczki Irina Dołgowa |
| do 52 kg (szczegóły)              | Andreea CChițuiţu | Annabelle Euranie | Mareen Kräh Natalja Kuziutina |
| do 57 kg (szczegóły)              | Telma Monteiro | Hedvig Karakas | Miryam Roper Nora Gjakova |
| do 63 kg (szczegóły)              | Martyna Trajdos | Tina Trstenjak | Clarisse Agbegnenou Jarden Dżerbi |
| do 70 kg (szczegóły)              | Kim Polling | Laura Vargas Koch | Bernadette Graf Szaundra Diedrich |
| do 78 kg (szczegóły)              | Marhinde Verkerk | Luise Malzahn | Guusje Steenhuis Anamari Velenšek |
| powyżej 78 kg (szczegóły)         | Emilie Andéol | Jasmin Külbs | Belkıs Zehra Kaya Swietłana Jaromka |
| Kobiety drużynowo (szczegóły)     | Francja · Clarisse Agbegnenou · Emilie Andéol · Laëtitia Blot · Gévrise Émane · Annabelle Euranie · Marie-Ève Gahié · Madeleine Malonga · Automne Pavia | Niemcy · Szaundra Diedrich · Franziska Konitz · Mareen Kräh · Luise Malzahn · Miryam Roper · Martyna Trajdos · Laura Vargas Koch · Viola Waechter | Włochy · Giulia Cantoni · Assunta Galeone · Odette Giuffrida · Edwige Gwend · Elisa Marchio · Valentina Moscatt · Giulia Quintavalle · Słowenia · Klara Apotekar · Vlora Bedeti · Nina Milošević · Petra Nareks · Anka Pogacnik · Tina Trstenjak · Anamari Velenšek · Kristina Vrsic |
| Niedowidzące do 57 kg (szczegóły) | Inna Czerniak | Sabina Abdullayeva | Romona Brussig Natalija Nikołajczuk |

### Mężczyźni
| Konkurencja                            | Złoto | Srebro | Brąz |
| do 60 kg (szczegóły)                   | Biesłan Mudranow | Orxan Səfərov | Amiran Papinaszwili Ludovic Chammartin |
| do 66 kg (szczegóły)                   | Kamal Chan-Magomiedow                                                                                                | Loïc Korval | Sebastian Seidl Michaił Pulajew |
| do 73 kg (szczegóły)                   | Sagi Muki | Nugzar Tatalaszwili | Dirk Van Tichelt Rok Drakšič |
| do 81 kg (szczegóły)                   | Awtandil Czrikiszwili                                                                                                | Iwan Nifontow | Loïc Pietri Alexander Wierczeczak |
| do 90 kg (szczegóły)                   | Kiriłł Dienisow | Warlam Liparteliani | Ilias Iliadis Guillaume Elmont |
| do 100 kg (szczegóły)                  | Henk Grol | Lukáš Krpálek | Toma Nikiforov Cyrille Maret |
| powyżej 100 kg (szczegóły)             | Adam Okruaszwili | Or Sason | Rienat Saidow Jakiw Chammo |
| Mężczyźni drużynowo (szczegóły)        | Francja · Pierre Duprat · Alexandre Iddir · Loïc Korval · David Larose · Cyrille Maret · Loïc Pietri · Florent Urani | Gruzja · Beka Gviniaszwili · Warlam Liparteliani · Ushangi Margiani · Levani Matiaszwili · Adam Okruaszwili · Amiran Papinaszwili · Lasza Szawdatuaszwili · Nugzar Tatalaszwili · Avtandili Tchrikiszwili | Rosja · Kiriłł Dienisow · Dienis Jarcew · Kamal Chan-Magomiedow · Alan Kubiecow · Iwan Nifontow · Michaił Pulajew · Rienat Saidow · Kiriłł Woprosow · Ukraina · Serhij Drebot · Witalij Dudczik · Ołeksandr Gordiienko · Jakiw Chammo · Artem Khomula · Quedjau Nhabali · Wadim Synjawski · Hieorhij Zantaraja |
| Niedowidzący powyżej 90 kg (szczegóły) | İlham Zəkiyev | Zakir Mislimow Ołeksandr Parasiuk | |

## Tabela medalowa
| Miejsce | Państwo     |    |    |    | Łącznie |
| ------- | ----------- | -- | -- | -- | ------- |
| 1       | Francja     | 3  | 2  | 3  | 8       |
| 2       | Rosja       | 3  | 1  | 6  | 10      |
| 3       | Holandia    | 3  | 0  | 2  | 5       |
| 4       | Gruzja      | 2  | 3  | 1  | 6       |
| 5       | Niemcy      | 1  | 4  | 6  | 11      |
| 6       | Azerbejdżan | 1  | 2  | 1  | 4       |
| 7       | Ukraina     | 1  | 1  | 4  | 6       |
| 8       | Izrael      | 1  | 1  | 1  | 3       |
| 9       | Belgia      | 1  | 0  | 2  | 3       |
| 10      | Portugalia  | 1  | 0  | 0  | 1       |
| 10      | Rumunia     | 1  | 0  | 0  | 1       |
| 12      | Słowenia    | 0  | 1  | 3  | 4       |
| 13      | Turcja      | 0  | 1  | 1  | 2       |
| 13      | Węgry       | 0  | 1  | 1  | 2       |
| 15      | Czechy      | 0  | 1  | 0  | 1       |
| 16      | Austria     | 0  | 0  | 1  | 1       |
| 16      | Grecja      | 0  | 0  | 1  | 1       |
| 16      | Kosowo      | 0  | 0  | 1  | 1       |
| 16      | Szwajcaria  | 0  | 0  | 1  | 1       |
| 16      | Włochy      | 0  | 0  | 1  | 1       |
| Razem   | Razem       | 18 | 18 | 36 | 72      |